# Sacro Cuore di Gesù a Via Piave
Sacro Cuore di Gesù a Via Piave är en kyrkobyggnad i Rom, helgad åt Jesu heliga hjärta. Kyrkan är belägen vid Via Piave i Rione Sallustiano och tillhör församlingen San Camillo de Lellis.

## Historia
Kyrkan uppfördes på initiativ av Rafaela Porras y Ayllón (1850–1925; helgonförklarad 1977), grundare av Jesu heliga hjärtas tjänarinnor.
Kyrkan uppfördes åren 1914–1916 i nygotik efter ritningar av arkitekten Aristide Leonori. Kyrkan konsekrerades den 3 november av kardinal Basilio Pompili.
Fasaden har två våningar; den nedre har en loggia med fem spetsbågar. Den övre våningen har en tredelad arkad med fönster och ovanför denna en staty föreställande Jesu heliga hjärta i en nisch. Fasadens storform kröns av en spetsbåge.
Interiörens grundplan har formen av ett latinskt kors; de tre skeppen avdelas av knippekolonner. Högkoret med en Kristus-mosaik flankeras av tvenne mindre kapell, invigda åt Madonna della Strada respektive Ignatius av Loyola. Under altaret i det sistnämnda kapellet vördas den helige martyren Romanus reliker.
I sidoskeppen har den italienske målaren Pietro Gabrini utfört sammanlagt sju målningar. 
- Den helige Frans Xaviers död
- Den heliga Familjen
- Bebådelsen
- Korsfästelsen
- De heliga Aloysius Gonzaga, Jan Berchmans och Stanislaus Kostka
- Vår Fru av Pelaren med den helige Jakob den äldre
- Den helige Antonius av Padua uppväcker ett barn

Vid mitten av höger sidoskepp återfinns ett sidokapell invigt åt den heliga Rafaela Porras y Ayllón; i kapellet vördas hennes reliker. Altarmålningen framställer helgonets förhärligande.

## Bilder
| - Kapellet i vänster sidoskepp: Madonna della Strada. - Högaltaret. - Kapellet i höger sidoskepp: helige Ignatius av Loyola. - Den heliga Rafaela Porras y Ayllóns kapell i höger sidoskepp. |